# 쏘우 (영화)
쏘우(Saw)는 제임스 완 감독의 2004년 미국의 독립 호러 영화이다. 쏘우는 2004년 1월 19일에 첫 상영되었다. 
대한민국에서는 2005년 3월 10일에 첫 상영되었다.

## 줄거리
사진작가 애덤은 황폐한 욕조에서 발목이 파이프에 묶인 채 깨어난다. 방 건너편에는 종양 전문의 로렌스 고든 박사가 있고, 그들 사이에는 리볼버와 마이크로카세트 녹음기를 들고 있는 자살한 것으로 보이는 시체가 놓여 있다. 두 사람 모두 주머니에서 테이프를 발견하고 애덤은 녹음기를 회수한다. 애덤의 테이프는 그에게 생존하라고 촉구하고, 고든의 테이프는 6시까지 애덤을 죽이지 않으면 그의 아내 앨리슨과 딸 다이애나가 살해될 것이라고 명령한다. 테이프를 들은 후, 두 사람은 애덤이 변기 안에서 두 개의 쇠톱이 들어있는 가방을 찾게 하는 단서를 발견한다. 두 사람은 사슬을 자르려고 하지만 애덤의 톱이 부러진다. 고든은 톱이 그들의 발을 위한 것이라는 것을 깨닫고, 한때 용의자였던 고든이 알고 있는 연쇄 살인범인 직소 킬러로 그들의 포획자를 식별한다. 직소는 "게임"으로 알려진 살인 도구를 통해 피해자들의 생존 의지를 시험한다.
5개월 전, 고든은 환자 존 크레이머의 말기 뇌암에 대해 의료 인턴들과 논의한 후, 직소 게임 현장에서 그의 펜 라이트를 발견한 형사 데이비드 탭과 스티븐 싱에게 심문을 받았다. 고든의 알리바이는 그를 무혐의로 만들었지만, 그는 직소의 덫에서 살아남은 유일한 생존자로 알려진 헤로인 중독자 어맨다 영의 증언을 보는데 동의했다. 탭과 싱은 나중에 어맨다의 게임 비디오테이프를 사용하여 직소의 창고를 찾았다. 그곳에서 그들은 직소를 구금하고 한 남자를 덫에서 구했지만, 직소는 탭에게 치명적인 부상을 입힌 후 도망쳤고, 싱은 샷건 덫에 의해 살해당했다.
현재, 앨리슨과 다이애나는 그들의 아파트에 묶여 입이 막힌 채 숨겨진 카메라를 통해 그들의 포획자가 애덤과 고든을 지켜보고 있다. 이 집은 싱의 죽음 이후 경찰에서 해고된 후 직소 사건에 집착하여 고든이 살인범이라고 확신하는 탭에 의해 동시에 감시되고 있다. 한편, 고든은 담배 두 개, 라이터, 그리고 단방향 휴대전화가 들어있는 상자를 발견한다. 애덤은 고든에게 담배를 달라고 하지만 고든은 이를 만류한다. 그는 돼지 가면을 쓴 인물에게 주차장에서 납치된 이야기를 들려준다. 애덤은 고든의 사진을 보관했던 암실에서 인형을 발견했을 때 자신의 납치 사건을 회상한다.
총을 겨눈 채, 앨리슨은 남편에게 전화를 걸어 애덤을 믿지 말라고 경고하고, 애덤은 고든에게 탭에게 돈을 받고 그를 감시했다고 인정하며, 고든이 납치된 밤에 방문했던 의대생 중 한 명과의 불륜에 대해 알고 있다고 밝힌다. 고든은 불륜이 자신이 시험받는 이유라고 추론한다. 애덤은 앨리슨과 다이애나의 포획자 사진을 발견하고, 고든은 그를 병원 직원인 제프 힌들로 식별한다.
고든이 아직 애덤을 죽이지 않은 것을 본 제프는 앨리슨과 다이애나를 죽이려 하지만, 앨리슨은 스스로 풀려나 그와 싸운다. 이 싸움은 탭의 주의를 끌었고, 그는 제프를 하수도로 쫓아가기 전에 앨리슨과 다이애나를 구했고, 그곳에서 짧은 싸움 후 가슴에 총을 맞는다. 총성과 비명소리만 들은 고든은 충격받지만 휴대전화에 닿을 수 없다. 절망에 빠진 그는 발을 톱으로 자르고 시체의 리볼버로 애덤을 쏜다. 제프가 고든을 죽이기 위해 욕실로 들어오지만, 총상에서 살아남은 애덤은 변기 뚜껑으로 그를 때려죽인다. 고든은 도움을 찾기 위해 욕실 밖으로 기어가고, 애덤은 열쇠를 찾기 위해 제프의 몸을 뒤진다. 그는 다른 테이프를 발견하는데, 그 테이프는 제프가 몸 안에 있는 천천히 작용하는 독극물의 해독제를 얻기 위해 규칙을 따르는 직소의 또 다른 피해자였음을 밝힌다.
방에 누워있던 "시체"가 갑자기 일어선다. 그는 진짜 직소 킬러인 존 크레이머로 밝혀진다. 존은 애덤에게 사슬의 열쇠가 욕조에 있었으며, 애덤이 처음 깨어나 물을 빼냈을 때 배수구로 흘러들어갔다고 말한다. 애덤은 제프의 총으로 존을 쏘려고 하지만, 존은 사슬을 통해 그를 감전시킨다. 존은 문을 봉쇄하기 전에 욕실을 나섰고, 애덤은 혼자 죽도록 남겨졌다.

## 출연
- 리 워넬 (Leigh Whannell) - 아담
- 캐리 엘위스 (Cary Elwes) - 닥터 로렌스 고든
- 대니 글러버 (Danny Glover) - 데이비드 탭
- 켄 렁 (Ken Leung) - 스티븐 싱
- 디나 마이어 (Dina Meyer) - 케리
- 모니카 포터 (Monica Potter) - 알리슨 고든
- 마이클 에머슨 (Michael Emerson) - 제프
- 알렉산드라 전 (Alexandra Bokyun Chun) - 칼라
- 쇼니 스미스 (Shawnee Smith) - 아만다
- 토빈 벨 (Tobin Bell) - 존

## 트랩
- 철조망 미로 (The Razor Wire Maze)
  - 제한시간 내에 철조망으로 만든 미로를 통과해야 한다. 제한시간이 다 되면 통로가 잠겨 탈출할 수 없게 된다.
- 가연성 젤리 (The Flammable Jelly)
  - 벽에 쓰여진 수많은 숫자 중 금고의 비밀번호를 찾아 해독제를 꺼내야 한다. 숫자를 볼 때에는 양초를 사용해야 하는데, 몸에 가연성 물질이 발려있기 때문에 주의해야 한다.
- 턱 트랩 (The Reverse Beartrap)
  - 아만다가 체험한 트랩으로 일명 '아만다 트랩'. 1분 내에 열쇠로 장치를 풀지 않으면 턱이 강제로 벌려져 위아래로 찢어져 죽는다.
- 드릴 체어 (The Drill Chair)
  - 드릴이 희생자의 관자놀이를 관통하기 전에 열쇠를 찾아 희생자를 구해야 한다. 혼자서는 탈출할 수 없는 트랩이다.
- 산탄총 트랩 (The Quadruple Shotgun Hallway)
  - 복도 중간에 설치된 실을 건드리면 천장의 산탄총이 자동 발사되는 트랩이다.
- 화장실 트랩 (The Bathroom Trap)
  - 〈쏘우〉의 메인 트랩. 발목이 쇠사슬에 묶여 있어, 탈출하려면 발목을 잘라야 한다. 쇠사슬을 통해 전기 충격을 가할 수도 있다.

## 같이 보기
- 쏘우 - 시리즈
- 속편
  - 쏘우 2
  - 쏘우 3
  - 쏘우 4
  - 쏘우 V
  - 쏘우 : 여섯 번의 기회
  - 쏘우 3D